# Museu del Cànem (Berlín)
El Museu del Cànem (alemany: Hanfmuseum Berlin) es va obrir a Berlín el 6 de desembre de 1994. És l'únic museu a Alemanya enfocat en el cànnabis.